# The Kid (film, 2010)
Pour les articles homonymes, voir The Kid.
Pour plus de détails, voir Fiche technique et Distribution.
The Kid est un film britannique réalisé par Nick Moran, sorti en 2010.

## Synopsis
Kevin Lewis grandit dans un quartier pauvre de Londres. Il est battu par ses parents, humilié à l'école et finit par être abandonné aux services sociaux. Il est happé par le milieu du crime londonien où il acquiert son surnom de « The Kid » avant de réussir à s'en sortir par ses propres moyens.

## Fiche technique
- Réalisation : Nick Moran
- Scénario : Kevin Lewis, d'après son autobiographie
- Photographie : Peter Wignall
- Montage : Trevor Waite
- Musique : Ilan Eshkeri
- Société de production : Tin House Films
- Pays d'origine :  Royaume-Uni
- Langue originale : anglais
- Format : couleur - 1,78:1 - Dolby Digital
- Genre : biopic
- Durée : 111 minutes
- Dates de sortie : 
  -  Royaume-Uni : 17 septembre 2010

## Distribution
- Rupert Friend : Kevin Lewis
- Natascha McElhone : Gloria
- Augustus Prew : Kevin Lewis adolescent
- Ioan Gruffudd : Colin Smith
- Con O'Neill : Dennis
- Bernard Hill : Oncle David
- Jodie Whittaker : Jackie
- David O'Hara : Terry
- James Fox : Alan
- Kate Ashfield : Madeline
- Ralph Brown : Gordon Peters
- Alfie Allen : Dominic
- Tom Burke : M. Hayes

## Accueil
Sorti dans peu de salles, le film a réalisé 8 818 entrées au Royaume-Uni.
Il obtient 56 % de critiques positives, avec une note moyenne de 5,4/10 et sur la base de 16 critiques collectées, sur le site Rotten Tomatoes.